# Gaspard Talmasse
Gaspard Talmasse, né le 19 juin 1986 à Verviers (province de Liège), est un illustrateur et auteur de bande dessinée belge francophone.

## Biographie
Gaspard Talmasse naît le 19 juin 1986 à Verviers,.
Il dessine et il se passionne pour la bande dessinée dès l'enfance. Il veut être dessinateur et raconter des histoires. Après des études secondaires en arts plastiques où son intérêt pour l'art se confirme et s'étend à la peinture, il décroche son baccalauréat en arts plastiques à l'École supérieure des arts Saint-Luc de Liège en option bande dessinée. Depuis, il se consacre principalement aux illustrations en indépendant et à la réalisation de bande dessinée pour laquelle il s'occupe de toutes les étapes depuis la narration, le scénario, la mise en scène, le découpage à la composition.
En 2010, il est dessinateur et coloriste sur le film d’animation du réalisateur Patrice Leconte Le Magasin des suicides. Puis, il travaille en 2012 sur la série télévisée animée Petz Club.
En 2017, il illustre des livres jeunesse : Ma famille 3+1 = 7 d'Isha Bottin, puis Pilou, tous les soirs du monde de l'écrivaine canadienne Dominique Demers (2018) aux Éditions de la Bagnole.
Depuis février 2018, il collabore régulièrement avec Otra Vista en tant que storyboarder, réalisateur et animateur de dessin animé.
Il écrit et dessine le roman graphique Le Grand Voyage d'Alice, un récit directement inspiré par le vécu de son épouse Alice publié aux éditions La Boîte à bulles en 2021. Cet ouvrage vaut à l'auteur d'être récompensé du prix Médecins sans Frontières 2021 décerné au Festival Carnet de voyages de Clermont-Ferrand, ainsi que du prix Inspireo des lycéens 2023. L'ouvrage connaît par ailleurs une traduction en anglais sous le titre Alice on the Run : One Child's Journey Through the Rwandan Civil War publié par Humanoids en 2022,.
En 2024, il aborde la bande dessinée jeunesse avec la série Anta. Le premier tome intitulé : Les Voix de l'océan, scénarisé par Nour Diop et Anaële Hermans conte l'histoire d'une jeune Belge de 8 ans dont la maman d'origine sénégalaise s'installe en famille dans le quartier Santhiaba à Saint-Louis.
En outre, il réalise un dessin à quatre mains sur papier en hommage à son concitoyen René Hausman aux côtés de Yannick Thiel, tous deux membres du collectif d'artistes place Ô Zarts qu'il parrainait,.
Il est lauréat d'une bourse d’aide au projet de la Fédération Wallonie-Bruxelles en 2019.

### Vie privée
Il vit et travaille à Verviers. Il est l'époux d'Alice,.

## Œuvre

### Publications

#### Romans graphiques
- Le Grand Voyage d'Alice[5],[14], La Boîte à bulles, Saint-Avertin, 17 novembre 2021
Scénario, dessin et couleurs : Gaspard Talmasse -  (ISBN 9782849534021),Préface de Jean-Hervé Bradol.

#### Anta
- 1. Les Voix de l'océan[10],[11],[15], Delcourt, Paris, 2 octobre 2024
Scénario : Anaële Hermans, Nour Diop - Dessin et couleurs : Gaspard Talmasse -  (ISBN 9782413083399)

#### Illustration littérature jeunesse
- Ma famille 3 + 1 = 7[16], Isha Bottin, Éditions de la Bagnole, 2017  (ISBN 978-2-89714-187-5)
- Pilou tous les soirs du monde[3], Dominique Demers, Éditions de la Bagnole, 2018  (ISBN 978-2-89714-235-3)

### Expositions
- Gaspard Talmasse and guests[17], La Villa Sauvage, Verviers du 29 novembre 2019 au 1er mars 2020.

## Prix et récompenses
- 2021 :  prix Médecins sans Frontières décerné au Festival Carnet de voyages de Clermont-Ferrand qui s'est tenu du 19 au 21 novembre 2021[2],[6] pour Le Grand Voyage d'Alice ;
- 2023 : 
  -  prix Inspireo des lycéens[2],[7] pour Le Grand Voyage d'Alice ;
  -  Mosaic Award pour Alice on the run[2],[18].